# Paweł Siwek
Paweł Siwek (21. ledna 1893, Malopolské vojvodství – 23. května 1986 v Římě) byl polský jezuita a novotomistický filozof, který je známý především jako překladatel Aristotelových děl. Působil jako profesor Papežské univerzity Gregoriana.

## Dílo
- L'âme et le corps d'apre`s Spinoza (La psychophysique spinoziste), Paris 1930
- La psychophysique humaine d'apre`s Aristote. Préface de Jacques Chevalier, Paris 1930
- W pogoni za nieskończonością. Konferencje apologetyczne, Kraków 1930, 2 wyd.: Rzym 1972
- Konnersreuth w świetle nauki i religii, Kraków 1931
- Psychologia Metaphysica, Roma 1932
- Metody badań zjawisk nadprzyrodzonych. Problem Konnersreuth, Kraków 1933
- Reinkarnacja dusz w świetle filozofii moralnej, Kraków 1935
- Spinoza et le panthéisme religieux, Préface de Jacques Maritain, Paris 1937 2 wy. Paris 1950
- Wędrówka dusz. Reinkarnacyjne utopie, Kraków 1937
- Le proble`me du mal, Rio de Janeiro 1942
- La réincarnation des esprits, Rio de Janeiro 1942
- Em busca de Deus, Săo Paulo 1944
- El problema del mal, Buenos Aires 1945
- A psicanálise, Săo Paulo 1945
- Transformismo antropológico, Săo Paulo 1945
- En busca de Dios, Buenos Aires 1946
- A reencarnaçăo dos espíritos, Săo Paulo 1946
- La reencarnación de los espíritus, Buenos Aires 1947
- Psychologia experimental, Săo Paulo 1949
- Une stigmatisée de nos jours. Etude de psychologie religieuse, Paris 1950
- The Philosophy of Evil, New York 1951
- Au coeur du spinozisme, Paris 1952
- The Enigma of Hereafter. The Re-incarnation of Souls, New York 1952
- The Riddle of Konnersreuth. A Psychological and Religious Study, Milwaukee 1953, Dublin 1954
- Psychologia experimentalis, Torino 1958
- Experimental Psychology, New York 1959
- Wieczory paryskie, Poznań 1960; 2. wyd. rozszerzone: Londyn 1965
- Les manuscrits grecs des "Parva naturalia" d'Aristote. Préface de M. A. Mansion, Rome 1961
- Eresie e superstizioni d'oggi, Roma 1963
- Le "De anima" d'Aristote dans les manuscrits grecs, Cittá del Vaticano 1965
- Herejías y supersticiones de hoy, Barcelona 1965
- Ewolucjonizm w świetle nauki, Londyn 1973
- La conscience du libre arbitre, Rome 1976